# Roger Scemama
 (décembre 2015).
Roger Scemama, né en 1898 à Tunis et mort en 1989, est un parurier français. Il travaille pour de nombreuses maisons de haute couture, et est notamment connu pour avoir redéveloppé l'usage du cristal dans la mode.

## Biographie
Né à Tunis au sein d'une riche famille florentine, Scemama s'installe à Paris en 1922 où il commence à réaliser des parures,.
Il travaille pour de nombreuses maisons de haute couture célèbres, et ressuscite l'usage du cristal dans la mode dans les années 1950. Comme parurier,, Roger Scemama crée des bijoux pour Jean Dessès, Jacques Fath, Balmain, Schiaparelli, Lanvin,, Givenchy, Balenciaga, Dior, ainsi qu'Yves Saint Laurent,,.
Certaines de ses pièces réalisées pour Yves Saint Laurent se trouvent à New York au Metropolitan Museum of Art et d'autres au Palais Galliera, musée de la Mode de la ville de Paris.